# Första ubåtsflottiljen

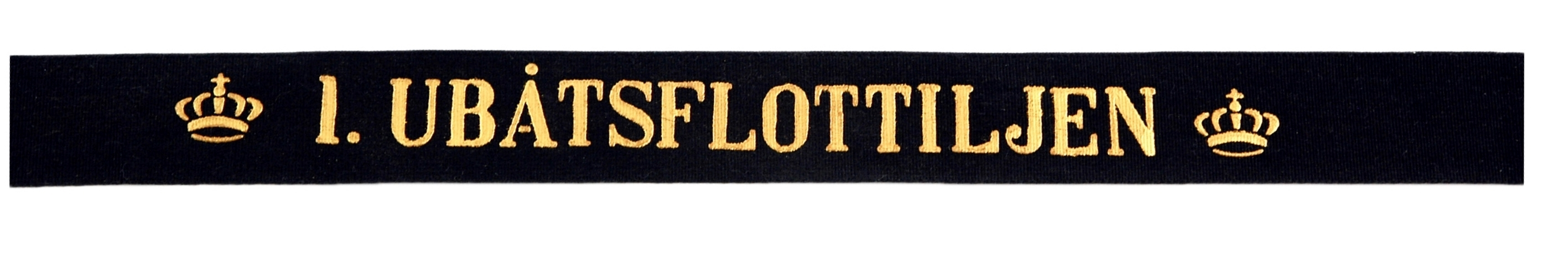
Mössband för Första ubåtsflottiljen.

Första ubåtsflottiljen (1. ubflj) eller 1. ubåtsflottiljen är en ubåtsflottilj inom svenska marinen som verkat i olika former sedan 1904. Förbandsledningen är förlagd i Karlskrona garnison i Karlskrona.

## Historik
Första ubåtsflottiljen har sitt ursprung från 1904, då det svenska ubåtsvapnet bilades med HMS Hajen (1904) som första ubåt. År 1918 ingick ubåtsvapnet som 1. undervattensbåtsdivisionen i Kustflottans sammansättning. År 1934 hade ubåtsvapnet organiserats som Ubåtsavdelningen med tre ingående divisioner. År 1951 hade förbandet tilldelades det nuvarande namnet, och flottiljen ingick i kustflottan som 1. ubåtsflottiljen. Under 1970-talet tillkom Flottans dykarskola till flottiljen, vilken senare bildade Dykdivisionen, där bland annat ubåtsräddningsfartyg ingick i. 
Den 1 juli 1994 organiserades flottiljen som Första ubåtsavdelningen (1. UbA). Detta genom att samtliga förband och enheter inom Försvarsmakten kaderorganiserade, och fick en fast organisation. 
Inför försvarsbeslutet 1996 bestod ubåtsvapnet av en ubåtsavdelning med 12 ubåtar, där regeringens förslag till riksdagen var att en ubåtsflottiljen skulle bildas samt att till senast 2001 reducera antalet till nio ubåtar, varav två i materielberedskap. Vidare föreslog regeringen att Försvarsmakten skulle säkerställa en fortsatt kompetens under försvarsbeslutsperioden inom ubåtsområdet, vilket skulle skapa gynnsamma förutsättningar för den svenska varvs- och elektronikindustrin. Den 1 januari 1998 fick flottiljen sitt nuvarande namn Första ubåtsflottiljen (1. ubflj).
Inför försvarsbeslutet 2000 var ubåtsvapnet under reducering, där det fastställda antalet ubåtar från 1996 skulle komma att nås 2001. Regeringens förslag till riksdagen innebar dock att antalet ubåtar över tiden skulle reduceras till fem ubåtar, varav två av Västergötlandsklass och tre av Gotlandsklass. Vilket enligt regeringen skulle tillsammans två ytstridsflottiljer med sammanlagt tolv ytstridsfartyg skapa förmåga till uthållig marin närvaro i omgivande farvatten i samband med kriser och konflikter.
Inför försvarsbeslutet 2004 ansåg regeringen att tyngdpunkten för marinens verksamheten borde finnas i Karlskrona i sydöstra Sverige. Det byggde på en större omorganiseringar av marinen, vilket i sig resulterade en större reduktion av marinens insatsorganisation. På ostkusten fanns inför försvarsbeslutet en marinbas med tre flottiljer. Regeringens förslag till riksdagen byggde på att Ostkustens marinbas och Andra ytstridsflottiljen skulle utgå ur freds- och insatsorganisationen, samt att förbandsledningen för Första ubåtsflottiljen skulle omlokaliseras till Karlskrona. Vidare skulle ubåtsflottiljledningen utgå ur insatsorganisationen från 2006, och enbart kvarstå som en resurs i grundorganisationen. Att regeringen föreslog Karlskrona som huvudort låg i Karlskronas centrala läge gentemot Östersjön och Västerhavet, samt regeringen ansåg att Karlskrona hade de bästa förutsättningarna i ett långsiktigt perspektiv. Det genom att regeringen ansåg att Karlskrona hade en bättre infrastruktur avseende kaj- och förtöjningsanordningar, tillgång till nödvändiga verkstads- och varvsresurser samt närhet till goda övnings- och skjutområden. Det trots att marinen i Stockholms skärgård hade både Berga örlogsbas och Muskö örlogsbas att tillgå. Regeringen överlät dock till Försvarsmakten med att bestämma fördelningen av fartyg ingående i Första ubåtsflottiljen. Från den 1 januari 2005 övergick verksamheten i Berga till en avvecklingsorganisation, för att från den 1 september 2005 verka från Karlskrona. Kvar i Berga blev avvecklingsorganisationen som verkade där fram till den 30 juni 2006.

## Verksamhet
Mellan åren 1904–1998 ingick ubåtsvapnet i Kustflottan, nedan ses hur ubåtsvapnet var sammansatt vid olika tidsepoker. Under 1930-talet ingick ubåtsvapnet i Vintereskadern, vilken var den rustade delen av Flottan vintertid. Delar av Ubåtsvapnet ingick under andra världskriget i Göteborgseskadern och Karlskronaavdelningen.

### Nationell verksamhet
Förbandet har 280 anställda officerare, varav 50 är reservofficerare. Innan 2009 gjorde drygt 100 män och kvinnor sin värnplikt vid 1. ubåtsflottiljen. Vid flottiljen finns det 2016 fem ubåtar, tre av Gotlandsklass och två av Södermanlandsklass samt Sjötransportenheten som är ett specialoperationsförband (FM SOF). Efter modifiering av de båda äldsta ubåtarna av Södermanlandsklassen, senast av HMS Östergötland 2005, har samtliga ubåtar luftoberoende Stirlingmaskineri och är utrustade också för internationell tjänst.

### Internationell verksamhet
Åren 2005–2007 hyrde USA ubåten HMS Gotland (Gtd), vilken är flottiljens största och hittills (2018) enda internationella insats. Ubåtsflottiljen bidrog till Swedish Naval Rapid Reaction Unit, en insatsstyrka stående i beredskap för att verka i Europa eller i dess närområde efter ett regeringsbeslut och med FN-mandat. Ubåtsflottiljens bidrog med en ubåt av Gotlandsklass, en ledningsgrupp och en underhållsgrupp.

## Ingående enheter

### Sjötransportenheten
Sjötransportenheten (STE) är en enhet underställd chefen för Första ubåtsflottiljen, Sjötransportenheten är en del av specialförbandssystemet och baserad i Karlskrona. Enheten utbildas och övas under realistiska förhållanden på olika platser i Sverige och  utomlands.

### Ubåtsräddning
Första ubåtsflottiljen svarar för det svenska ubåtsvapnets ubåtsräddningsresurs, det genom HMS Belos (A214) och miniubåten URF, vilket står för ubåtsräddningsfarkosten. Miniubåten har en kapacitet att rädda 35 personer per lyft från en sjunken ubåt.

### Ubåtar
Första ubåtsflottiljen består sedan 2020 av fyra ubåtar, tre av Gotlandsklassen och en av Södermanlandklassen. År 2028 kommer flottiljen enligt plan att tillföras den första av totalt två nya ubåtar av typen A26 samtidigt som den sista ubåten av Södermanlandklass utrangeras.

## Ubåtar vid förbandet
| År   | Namn                          | Division                  | Ingående fartyg |
| ---- | ----------------------------- | ------------------------- | --- |
| 1918 | 1. undervattensbåtsdivisionen |                           | HMS Delfinen, HMS Skäggald, HMS Svärdfisken, HMS Tumlaren                                                                           |
| 1934 | Ubåtsavdelningen              | Depådivision              | HMS Svea |
| 1934 | Ubåtsavdelningen              | 1. ubåtsdivisionen        | HMS Draken, HMS Gripen, HMS Ulven                                                                                                   |
| 1934 | Ubåtsavdelningen              | 2. ubåtsdivisionen        | HMS Bävern, HMS Illern, HMS Uttern                                                                                                  |
| 1934 | Ubåtsavdelningen              | 3. ubåtsdivisionen        | HMS Hajen, HMS Sälen |
| 1940 | Ubåtsavdelningen              | Depådivision              | HMS Svea |
| 1940 | Ubåtsavdelningen              | 1. ubåtsdivisionen        | HMS Draken, HMS Gripen, HMS Ulven                                                                                                   |
| 1940 | Ubåtsavdelningen              | 2. ubåtsdivisionen        | HMS Sjöbjörnen, HMS Sjöhunden, HMS Sjölejonet                                                                                       |
| 1940 | Ubåtsavdelningen              | 3. ubåtsdivisionen        | HMS Delfinen, HMS Najad, HMS Springaren                                                                                             |
| 1945 | Ubåtsavdelningen              |                           | S/S Patricia, HMS Belos |
| 1945 | Ubåtsavdelningen              | 1. ubåtsdivisionen        | HMS Sjöborren, HMS Sjöhästen, HMS Sjöormen                                                                                          |
| 1945 | Ubåtsavdelningen              | 7. ubåtsdivisionen        | HMS Najad, HMS Neptun, HMS Näcken                                                                                                   |
| 1945 | Ubåtsavdelningen              | 12. ubåtsdivisionen       | HMS U4, HMS U5, HMS U6 |
| 1951 | 1. ubåtsflottiljen            |                           | S/S Patricia, HMS Belos |
| 1951 | 1. ubåtsflottiljen            | 1. ubåtsdivisionen        | HMS Neptun, HMS Sjöborren, HMS Sjöhunden                                                                                            |
| 1951 | 1. ubåtsflottiljen            | 2. ubåtsdivisionen        | HMS Dykaren, HMS Nordkaparen, HMS Näcken, HMS Sjöormen, HMS Tumlaren                                                                |
| 1975 | 1. ubåtsflottiljen            |                           | HMS Belos, HMS Älvsborg (M02) |
| 1975 | 1. ubåtsflottiljen            | 1. ubåtsdivisionen        | HMS Sjöhästen, HMS Vargen |
| 1975 | 1. ubåtsflottiljen            | 3. ubåtsdivisionen        | HMS Delfinen, HMS Draken, HMS Gripen, HMS Hajen, HMS Sjöormen                                                                       |
| 1989 | 1. ubåtsflottiljen            | 1. ubåtsdivisionen        | HMS Sjöbjörnen, HMS Sjöhästen, HMS Sjölejonet, HMS Sjöormen, HMS Hälsingland, HMS Södermanland, HMS Västergötland, HMS Östergötland |
| 1989 | 1. ubåtsflottiljen            | 2. ubåtsdivisionen        | HMS Najad, HMS Neptun, HMS Näcken, HMS Sjöhunden                                                                                    |
| 1989 | 1. ubåtsflottiljen            | Dykdivisionen             | HMS Belos |
| 1998 | 1. ubåtsflottiljen            | 1. ubåtsdivisionen        | HMS Gotland, HMS Halland, HMS Uppland, HMS Södermanland, HMS Östergötland, HMS Hälsingland, HMS Västergötland                       |
| 1998 | 1. ubåtsflottiljen            | 2. ubåtsdivisionen        | HMS Najad, HMS Näcken |
| 1998 | 1. ubåtsflottiljen            | Dykdivisionen             | HMS Belos, URF |
| 1998 | 1. ubåtsflottiljen            | Torpedbärgningsdivisionen | HMS Pelikanen, HMS Pingvinen, |
| 2014 | 1. ubåtsflottiljen            |                           | HMS Gotland, HMS Halland, HMS Uppland, HMS Södermanland                                                                             |
| 2014 | 1. ubåtsflottiljen            |                           | Ubåtsräddningsfartyg HMS Belos |
| 2014 | 1. ubåtsflottiljen            |                           | Signalspaningsfartyg HMS Orion |
| 2014 | 1. ubåtsflottiljen            |                           | Sjötransportenheten |

## Heraldik och traditioner

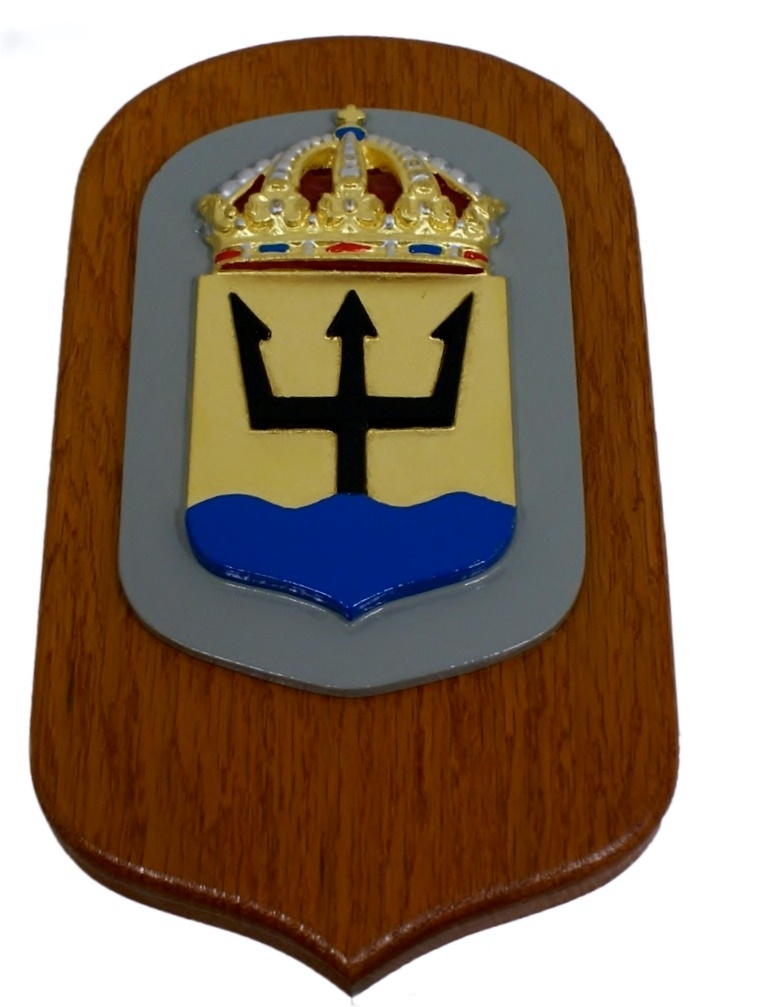
Vapensköld i metall monterad på fernissad träplatta.

Flottiljens heraldiskt vapen, "I fält av guld över en som en vågskura formad blå stam en svart treudd. Skölden krönt av en kunglig krona".
Den 30 april 1996 tilldelades flottiljen en svensk tretungad flagga av ÖB Owe Wiktorin, vilken överlämnades på Artillerigården i Stockholm. Den 30 juni 1994 antogs och fastställdes "Fladdrande fanor" (Widqvist) som förbandsmarsch till ubåtsvapnet. Marschen fastställdes den 27 november 2002 som förbandsmarsch för Första ubåtsflottiljen. År 2014 instiftades Första ubåtsflottiljens förtjänstmedalj i guld och silver (1.ubfljGM/SM).

## Förbandschefer
Förbandschefen tituleras flottiljchef och har tjänstegraden kommendör.

- 1918–1951: ???
- 1951–1951: Kommendörkapten av andra graden Åke Lindemalm
- 1951–1952: Kommendörkapten av andra graden Gustav Lindgren
- 1952–1964: ???
- 1964–1965: Kommendörkapten av första graden Rolf Rheborg
- 1966–1969: Kommendör Hans Petrelius
- 1969–1971: Kommendör Rolf Skedelius
- 1971–1972: Kommendör Bengt Rasin
- 1973–1976: Kommendör Jan Enquist
- 1976–1978: Kommendör Bror Stefenson
- 1978–1981: Kommendör Bertil Daggfeldt
- 1981–1983: Kommendör Roderick Klintebo
- 1983–1987: Kommendör Sten Swedlund
- 1987–1991: Kommendör Ulf Edman
- 1991–1994: ???
- 1994–1997: Kommendör Bertil Björkman
- 1997–2000: Kommendör Curt Lundgren
- 2000–2003: Kommendör Bo Rask
- 2004–2007: Kommendör Anders Järn
- 2007–2008: Kommendör Gunnar Wieslander
- 2009–2010: Kommendör Jonas Haggren
- 2010–2013: Kommendör Fredrik Norrby
- 2013–2016: Kommendör Jens Nykvist [e]
- 2016–2016: Örlogskapten Stefan Östrand [f]
- 2016–2020: Kommendör Mats Agnéus [g]
- 2020–2023: Kommendör Fredrik Lindén [h]
- 2023– : Kommendör Paula Wallenburg [i]

## Namn, beteckning och förläggningsort
| 1. undervattensbåtsdivisionen | 1918-??-?? | – | 1934-??-?? |
| Ubåtsavdelningen              | 1934-??-?? | – | 1951-??-?? |
| 1. ubåtsflottiljen            | 1951-??-?? | – | 1994-06-30 |
| 1. ubåtsavdelningen           | 1994-07-01 | – | 1997-12-31 |
| 1. ubåtsflottiljen            | 1998-01-01 | – |            |

| 1. ubflj | 1951-??-?? | – | 1994-06-30 |
| 1. UbA   | 1994-07-01 | – | 1997-12-31 |
| 1. ubflj | 1998-01-01 | – |            |

| Muskö örlogsbas (F)                          | 1969-09-30 | – | 2005-08-31 |
| Karlskrona garnison/Karlskrona örlogsbas (F) | 2005-09-01 | – |            |

## Galleri

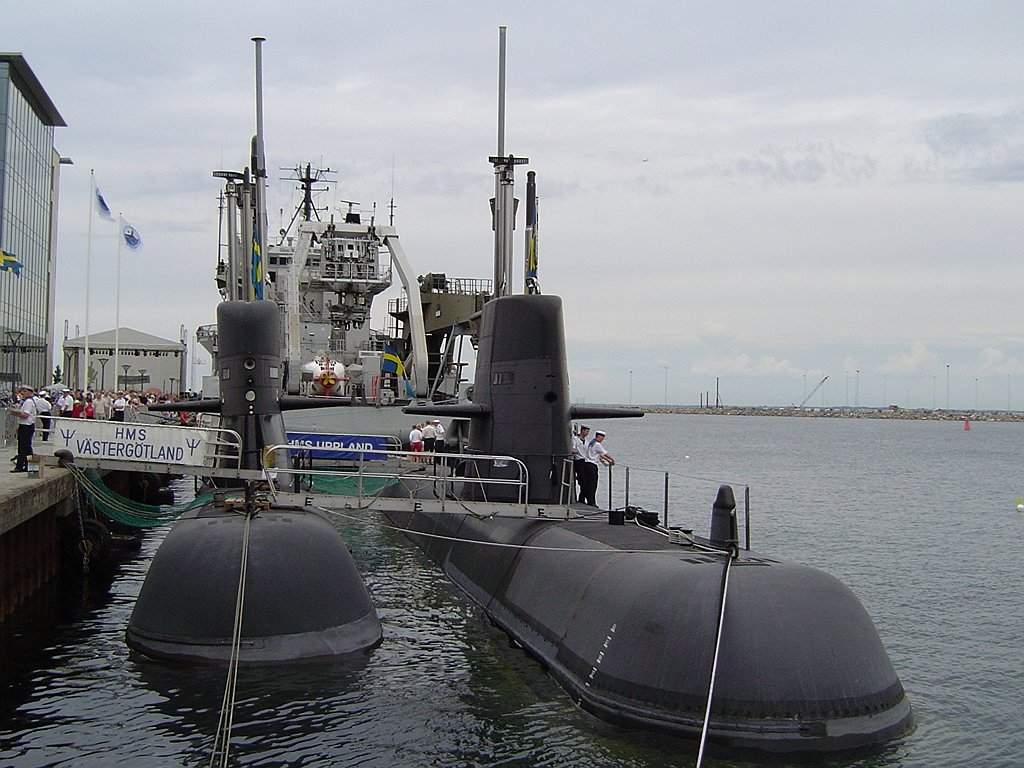
HMS Uppland och HMS Västergötland på besök 2003
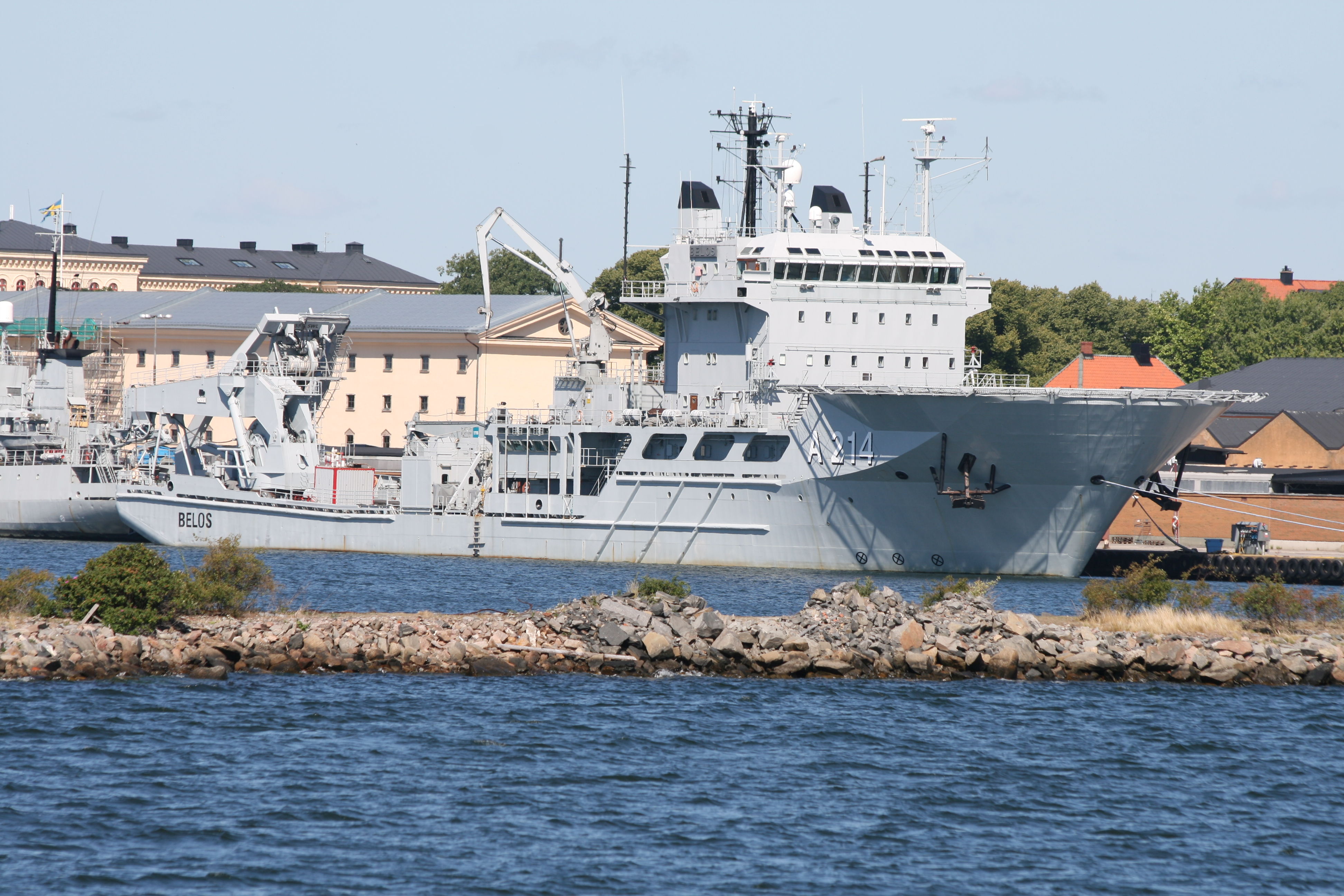
HMS Belos i hemmahamnen i Karlskrona 2008
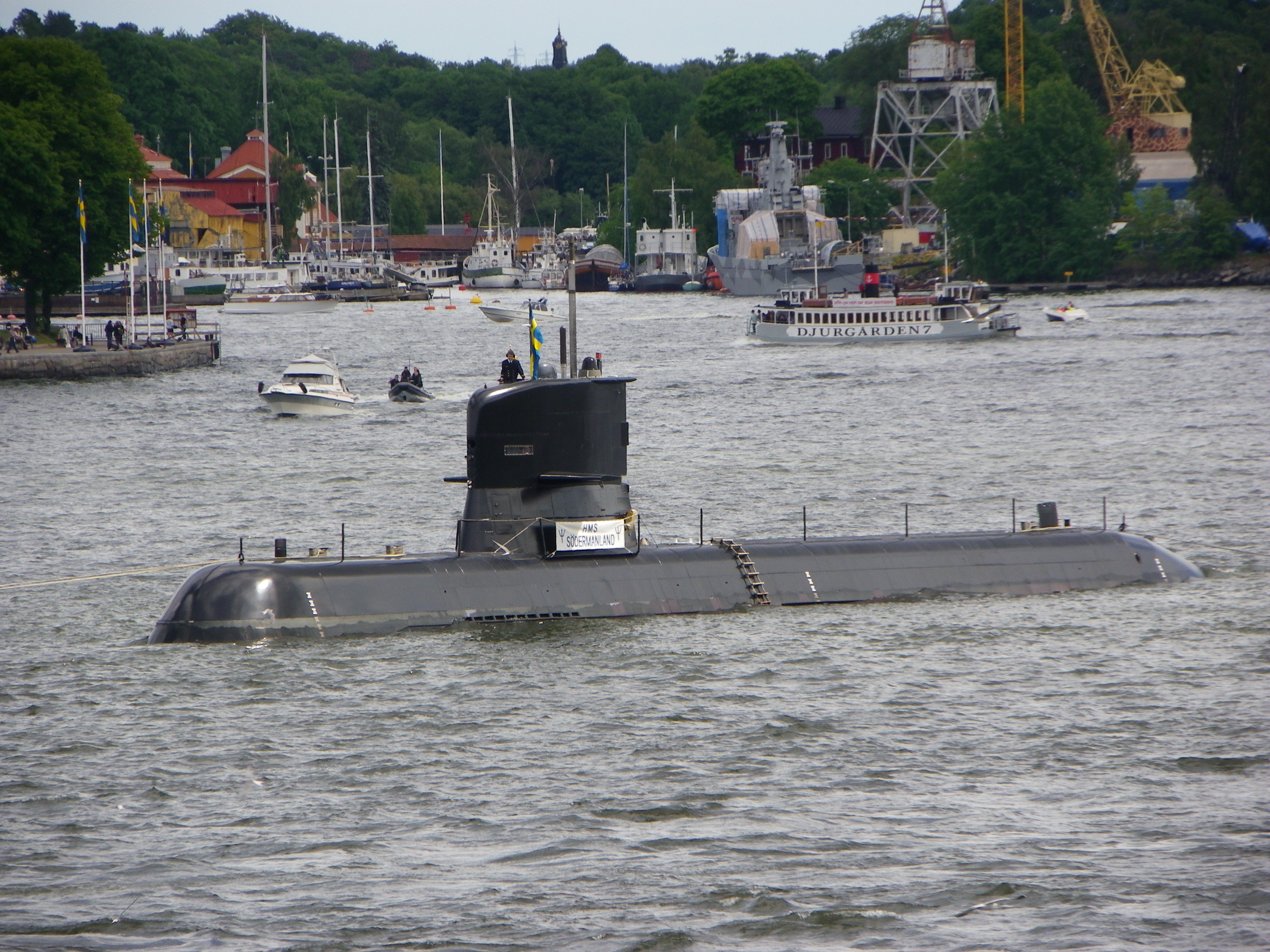
HMS Södermanland på besök i Stockholm 2010
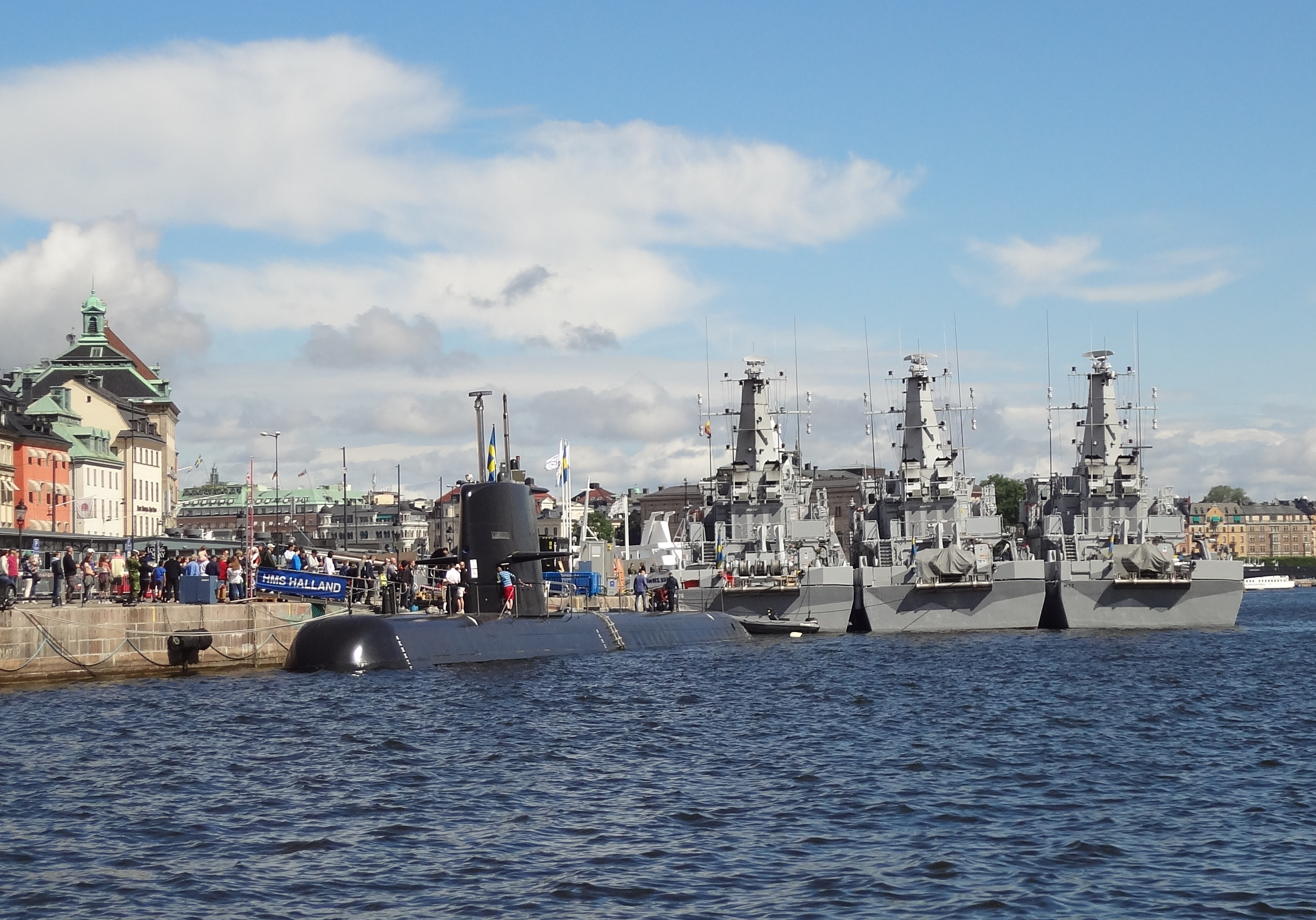
HMS Halland på besök i Stockholm i juni 2013
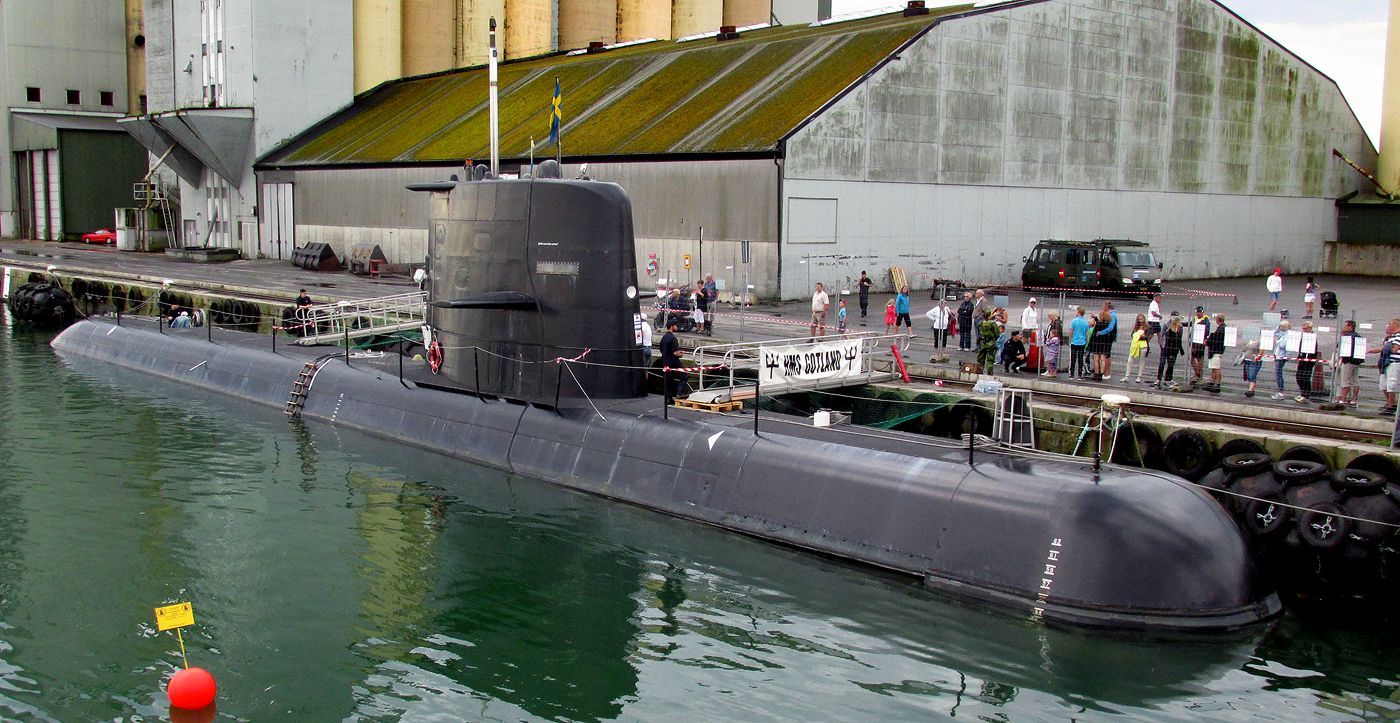
HMS Gotland på besök i Ystad i augusti 2015